# Hydroksyzyna
Hydroksyzyna (łac. Hydroxyzinum) – organiczny związek chemiczny, wielofunkcyjna pochodna piperazyny, lek uspokajający i przeciwuczuleniowy z grupy antyhistaminików I generacji, zsyntetyzowany i wprowadzony do lecznictwa pod nazwą handlową Atarax przez belgijską firmę UCB w roku 1956. Stosowany najczęściej w psychiatrii jako lek uspokajający i silnie hamujący aktywność układu nerwowego.
Ze względu na jej właściwości psychotropowe hydroksyzyna w wielu krajach (w tym w Polsce) jest wydawana z apteki tylko na receptę, jednak w innych krajach (głównie rozwijających się) można ją nabyć bez recepty.
Z chemicznego punktu widzenia jest alkoholem (metabolizm w niemal połowie polega na enzymatycznym utlenieniu grupy alkoholowej -CH2OH na końcu wystającego bocznego łańcucha cząsteczki do grupy karboksylowej -COOH, co daje główny metabolit: cetyryzynę). Ma jedno centrum chiralności, a zatem dwa enancjomery; oba są biologicznie czynne.
Jako pochodna piperazyny, hydroksyzyna daje dwa szeregi soli. W handlu i medycynie występuje pod postacią zarówno chlorowodorku o łagodnie zasadowym charakterze, jak i dwuchlorowodorku. W Polsce preparaty tego specyfiku zawierają monochlorowodorek.

## Farmakokinetyka
Hydroksyzyna podana doustnie w formie syropu wchłania się bardzo szybko z przewodu pokarmowego, jej działanie można odczuć po czasie od 5 do 10 minut od przyjęcia. Biologiczny okres półtrwania we krwi wynosi przeciętnie 7–10 godzin u dorosłych, jednak wyraźne efekty fizjologiczne są z reguły obserwowane nawet przez czas dwukrotnie dłuższy. U dzieci jest on krótszy wskutek szybszego metabolizmu, wynosi u nich 6–7 godzin. U starszych osób jest wydłużony (podobnie jak w przypadku większości leków metabolizowanych przez wątrobę) nawet do 18–21 godzin.
Stężenia hydroksyzyny w skórze są wyższe niż w osoczu.

## Farmakodynamika
Hydroksyzyna działa przede wszystkim silnie przeciwhistaminowo, a więc jest odwrotnym agonistą receptora histaminy H1 (stała Ki = ~2 nM). Dodatkowo stosunkowo silnie blokuje też receptory serotoniny 5-HT2A (Ki = ~50 nM). Ponadto posiada też znacznie słabsze działanie blokujące receptory α1-adrenergiczne (Ki = ~300 nM) oraz receptory dopaminy D2 (Ki = 378 nM). Wbrew wieloletnim podejrzeniom, które znalazły odbicie nawet w ulotkach preparatów hydroksyzyny, nie posiada ona żadnych klinicznie istotnych właściwości antycholinergicznych i po zażyciu tego leku nie istnieje jakiekolwiek ryzyko wystąpienia objawów atropinowych, gdyż stała Ki przekracza 10 μM, a takie stężenia są fizycznie niemożliwe do osiągnięcia nawet po przyjęciu dawki letalnej.
Działanie serotoninolityczne hydroksyzyny jest najprawdopodobniej przyczyną jej względnej efektywności przeciwlękowej, co umożliwia dość skuteczne stosowanie tego leku w zaburzeniach lękowych, ponieważ leki podobne – tyle że posiadające „czyste” właściwości antyhistaminowe i pozbawione podobnego działania na receptory serotoniny, jak na przykład selektywna antyhistaminergicznie cetyryzyna – nie wykazują działania anksjolitycznego.

## Działania niepożądane i interakcje
Działania niepożądane są podobne do występujących w przypadku stosowania wszystkich innych leków przeciwhistaminowych I generacji. Obejmują głównie nasiloną senność, euforię i hamowanie ośrodkowego układu nerwowego. Ponadto hydroksyzyna może wywoływać zaburzenia układu krzepnięcia, a nawet sama (w przypadku nadwrażliwości) być przyczyną wystąpienia objawów alergicznych. Może nasilać działanie podanych razem z nią depresantów, także tych narkotycznych (alkoholu, morfiny i kodeiny). Przez niektórych badaczy podejrzewana jest o łagodne działanie kardiotoksyczne.

## Nazwy handlowe
- Atarax
- Hydroxyzinum Espefa
- Hydroxyzinum VP